# Altes Rathaus (Iserlohn)

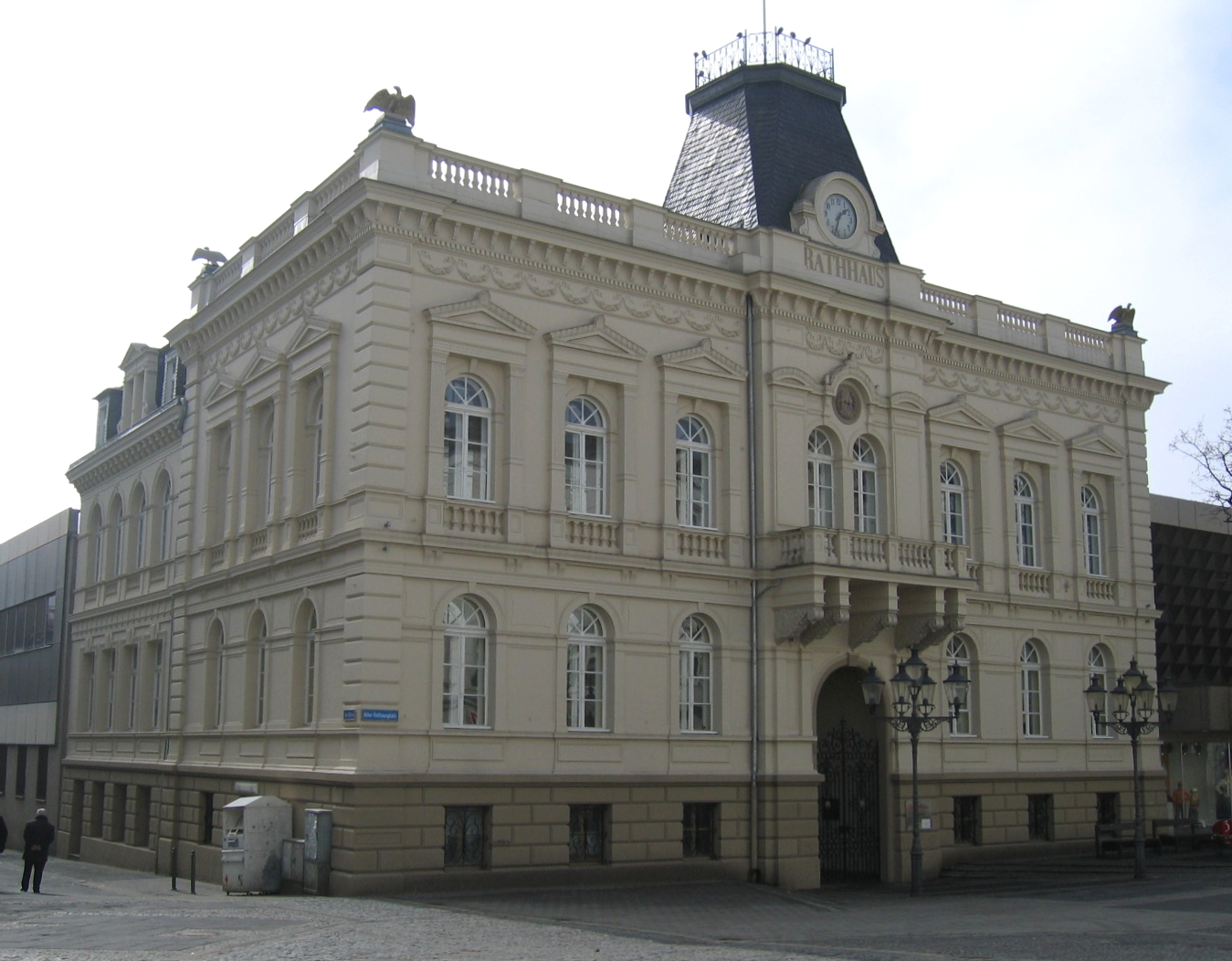
Altes Rathaus (2006)

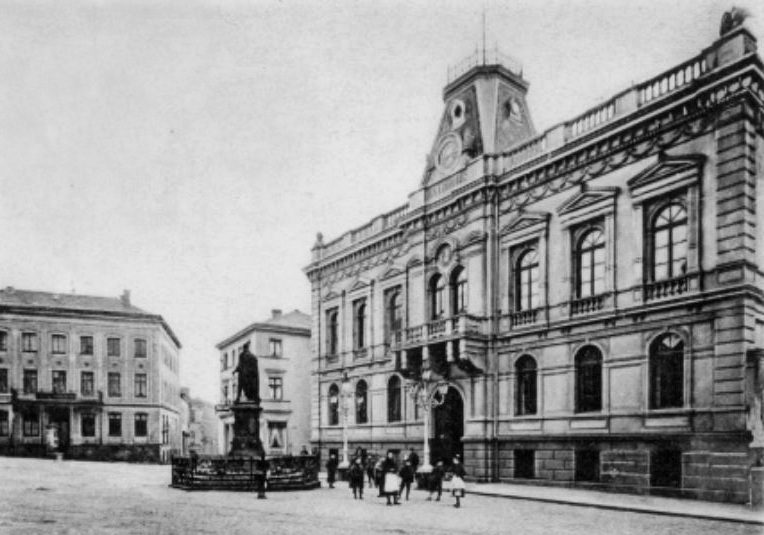
Rathaus und Kaiser-Wilhelm-Denkmal (um 1900)

Das Alte Rathaus der Stadt Iserlohn ist ein denkmalgeschütztes Gebäude, das 1875 nach Plänen des Iserlohner Architekten und Bauunternehmers Wilhelm Raffloer errichtet wurde. Bis zur Einweihung des neuen Rathauses im Dezember 1974 diente es als Rathaus. Seit 1976 beherbergt es die Stadtbücherei Iserlohn.

## Architektur und Geschichte
Das Rathaus von 1875 ist ein zweigeschossiger Neurenaissancebau mit hoher Attika und Eckquaderung. Der Hauptbau mit seiner Schaufront zum Rathausplatz hin ist siebenachsig mit turmbekröntem Mittelrisalit, in dem sich ein Rundbogenportal befindet. Über dem Eingangsportal mit seinem schmiedeeisernen zweiflügeligem Gittertor befindet sich ein Balkon auf fünf mächtigen korinthischen Konsolen. Der Balkon ist über ein rundbogiges Biforium begehbar. Über dem Rundbogenzwillingsfenster des Balkons ist mittig in einem Rundbild das Stadtwappen als Relief zu sehen.
Jeweils drei Rundbogenfenster in Gestellen aus kannelierten dorischen Pilastern mit Schaftring und hohem Architrav befinden sich rechts und links des Balkons. Sie sind mit Flachgiebeln mit Palmettenfries als Ziergiebel verdacht. In der östlichen dreiachsigen Fassade des Haupthauses in der Straße „Am Bilstein“ befinden sich ebensolche Rundbogenfenster im Obergeschoss. In dem sich in dieser Straße anschließenden doppelgeschossigen vierachsigen Anbau unter Mansarddach mit mittigem Zwerchhaus und zwei Gauben sind im Obergeschoss ebenfalls Rundbogenfenster, jedoch ohne Ziergiebel verdacht. Im Erdgeschoss sind architravierte, geohrte Rechteckfenster mit Schlusssteinen, im Sockel schlichte Rechteckfenster ohne Schmuck. In der westlichen Fassade befindet sich im Obergeschoss eine Drillingsfenstergruppe unter einem gemeinsamen Architrav. Die Seitenfenster haben einen geraden attischen Palmettenfries. Das linke und das mittlere Fenster wurden später verbaut.
In der Nord- und Ostfassade im Erdgeschoss des Hauptgebäudes, oberhalb des hohen gequaderten Sockels mit Rechteckfenstern, sind Rundbogenfenster mit breiten Kämpfergesimsen eingebaut. Die Rechteckfenster im Sockel sind mit schmiedeeisernen Gittern versehen.
In der Balustergalerie als Attika mit kleinen Pfeilern über dem Risalit und der darunter liegenden hohen Kranzgesimszone mit Festons, Zahnschnittfries und hohen schlanken Konsolen ist die Inschrift Rathhaus zu lesen. Über dem Inschriftenfeld ist an einem verschieferten Mittelturm eine runde, mit arabischen Ziffern versehene Uhr angebracht, die von einer Serliana nachempfundenen Gesimsgestaltung überwölbt ist. Das Eisengitter auf dem Rathausturm musste 1985 erneuert werden. Auf allen vier angestutzten Eckpfeilern der Balustergalerie stehen von den Ecken nach auswärts gewendete „Preußische Siegesadler“, die damals noch vergoldet waren.
Der Grundstein für dieses (vierte) Rathaus der Stadt wurde am 12. Juli 1875 gelegt. Bezogen wurde es im Sommer 1876. Bis kurz nach dem Ersten Weltkrieg standen vor der Mittelachse des Rathausgebäudes zwei vierflammige Gaskandelaber mit drei Armen auf hohen Sockeln und ein nach Entwürfen des Bildhauers Otto Geyer 1883 enthülltes Kaiser-Wilhelm-I.-Denkmal auf einer Brunnensäule.
Am 20. Juni 1983 wurde der Profanbau als Denkmal unter Schutz gestellt und in die Liste der Baudenkmäler der Stadt Iserlohn unter laufender Nummer 234 eingetragen.